# Котмяна (Арджеш)
Котмяна (рум. Cotmeana) — село у повіті Арджеш в Румунії. Адміністративний центр комуни Котмяна.
Село розташоване на відстані 131 км на північний захід від Бухареста, 23 км на північний захід від Пітешть, 96 км на північний схід від Крайови, 108 км на південний захід від Брашова.

## Населення
За даними перепису населення 2002 року у селі проживали 694 особи, усі — румуни. Усі жителі села рідною мовою назвали румунську.